# Nacarid Portal
Nacarid Portal Arráez (Caracas, 1991) es una escritora venezolana conocida por sus publicaciones dentro del ámbito de la literatura juvenil.

## Carrera profesional
Estudió Comunicación Social y Artes en la Universidad Santa María, y posteriormente en la Escuela Superior de Artes Escénicas Juana Sujo. A los 20 años escribió su primer libro, La vida entre mis dedos. Su libro Amor a cuatro estaciones fue el libro juvenil más vendido en 2016 y 2017 en Venezuela,  y fue propuesto para una adaptación cinematográfica. En 2018 publicó Quinientas veces tu nombre, que incluyó como parte de la saga de libros Renacer. Más tarde publicaría Mientras te olvido.
A los 21 años fue fundadora, junto a su madre, de la organización humanitaria Tierra Nueva.
Es la embajadora oficial de Acción Poética en Caracas, un movimiento literario que promueve la poesía en ámbitos urbanos.
En 2017 fundó la editorial Déja Vu, bajo la que ella misma publica y dentro de la cual ocupa el cargo de directora. Está orientada a la literatura juvenil.

## Vida personal
Portal es abiertamente lesbiana.
En 2023 fue foco del centro mediático por haber conseguido, mediante un proceso judicial, que sus dos hijos llevasen el nombre de ambas madres.